# Canal Indira Gandhi

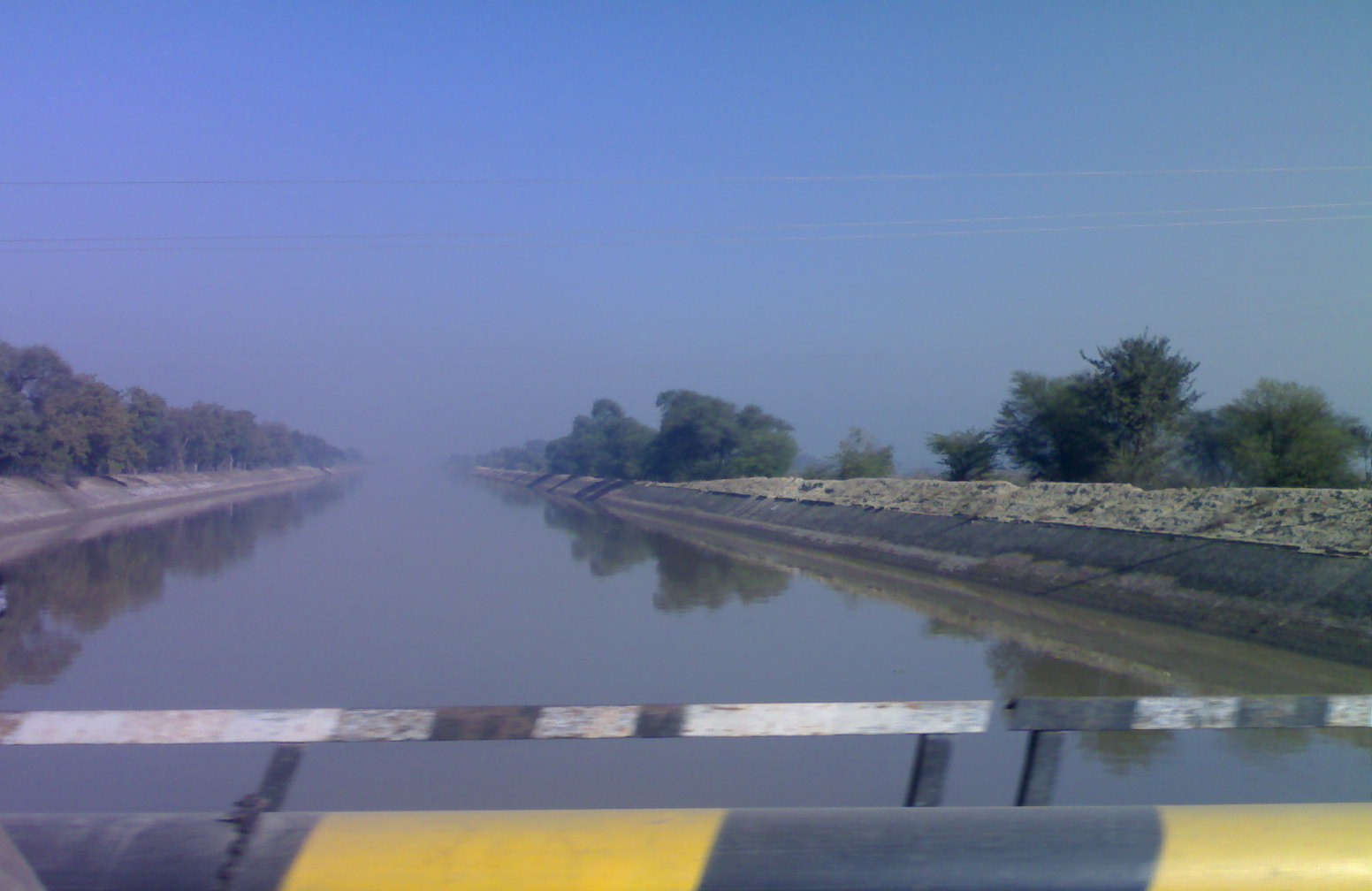
Le canal Indira Gandhi près de Giddarbaha, au Pendjab.

Le canal Indira Gandhi (à l'origine canal du Rajasthan) est le plus long canal de l'Inde. Il commence au barrage de Harike près de Harike (en), à quelques kilomètres en aval du confluent des rivières Satluj et Beas dans l'État du Pendjab, et se termine dans les installations d'irrigation du désert du Thar, au nord-ouest de l'État du Rajasthan. Anciennement connu sous le nom de canal du Rajasthan, il a été rebaptisé canal Indira Gandhi le 2 novembre 1984 à la suite de l'assassinat du Premier ministre Indira Gandhi.

## Description
Le canal comprend le canal d'alimentation du Rajasthan avec les premiers 167 km dans les État du Pendjab et de l'Haryana suivis de 37 km au Rajasthan. Viennent ensuite les 445 km du canal principal du Rajasthan, qui se trouve entièrement au Rajasthan. Le canal entre dans l'Haryana depuis le Pendjab près de Lohgarh et traverse la partie ouest du district de Sirsa avant d'entrer au Rajasthan près du village de Kharakhera dans le tehsil Tibbi du district de Hanumangarh.
Il traverse sept districts du Rajasthan : Barmer, Bikaner, Hanumangarh, Jaisalmer, Jodhpur et Sriganganagar. Le canal principal est long de 445 kilomètres (277 mi), et est prolongé par une section de 96 kilomètres de long, connue sous le nom de branche Sagar Mal Gopa (ou SMGS). Du point final du SMGS commence une autre sous-branche de 92 kilomètres de long, la dernière de la sous-branche Baba Ramdev. Le canal se termine près du village de Gunjangarh dans le district de Jaisalmer.

## Conception et construction
L'idée d'acheminer les eaux des rivières himalayennes qui traversent le Pendjab jusqu'au Pakistan a été conçue par l'ingénieur hydraulique Kanwar Sain à la fin des années 1940. Sain a estimé que 2 000 000 ha (20 000 km2) de terres désertiques à Bikaner et dans la partie nord-ouest de Jaisalmer pourraient être irriguées par les eaux stockées des rivières du Pendjab. En 1960, le Traité sur l'eau de l'Indus a été signé entre l'Inde et le Pakistan, qui a donné à l'Inde le droit d'utiliser l'eau de trois rivières : la Satluj, la Beas et la Ravi. Le projet de canal du Rajasthan prévoyait l'utilisation de 7 600 000 acres-pieds d'eau (soit 9 365 milliards de litres).
Le plan initial était de construire le canal en deux étapes. La première étape consistait en un canal d'alimentation de 204 km partant du barrage Harike, à Firozpur, Pendjab jusqu'à Masitawali (Hanumangarh) et du canal principal de 189 km allant de Masitawali (Hanumangarh) à Pugal, (Bikaner) au Rajasthan. La première étape comprenait également la construction d'un système de canaux de distribution d'environ 2 950 km de longueur. La deuxième étape impliquait la construction d'un long canal principal de 256 km de Pugal (Bikaner) à Mohangarh (Jaisalmer) ainsi qu'un réseau de canaux de distribution de 3 600 km. Le canal principal devait être large de 140 pi (42,7 m) en surface et de 116 pi (35,4 m) au fond avec une profondeur d'eau de 21 pi (6,4 m). Il devait être achevé en 1971.
Le projet a été confronté à de graves contraintes financières, à la négligence et à la corruption. En 1970, le plan est révisé et il fut décidé que l'ensemble du canal serait recouvert de tuiles en béton. Cinq systèmes de levage supplémentaires ont été ajoutés et la commande de débit de la phase II a été augmentée de 100 000 ha (1 000 km2). Avec des besoins accrus, la longueur totale des canaux principaux, d'alimentation et de distribution était d'environ 9 245 km (5 744,6 mi). La première phase a été achevée en 1983, avec environ vingt ans de retard sur le calendrier.

## Effet sur la région

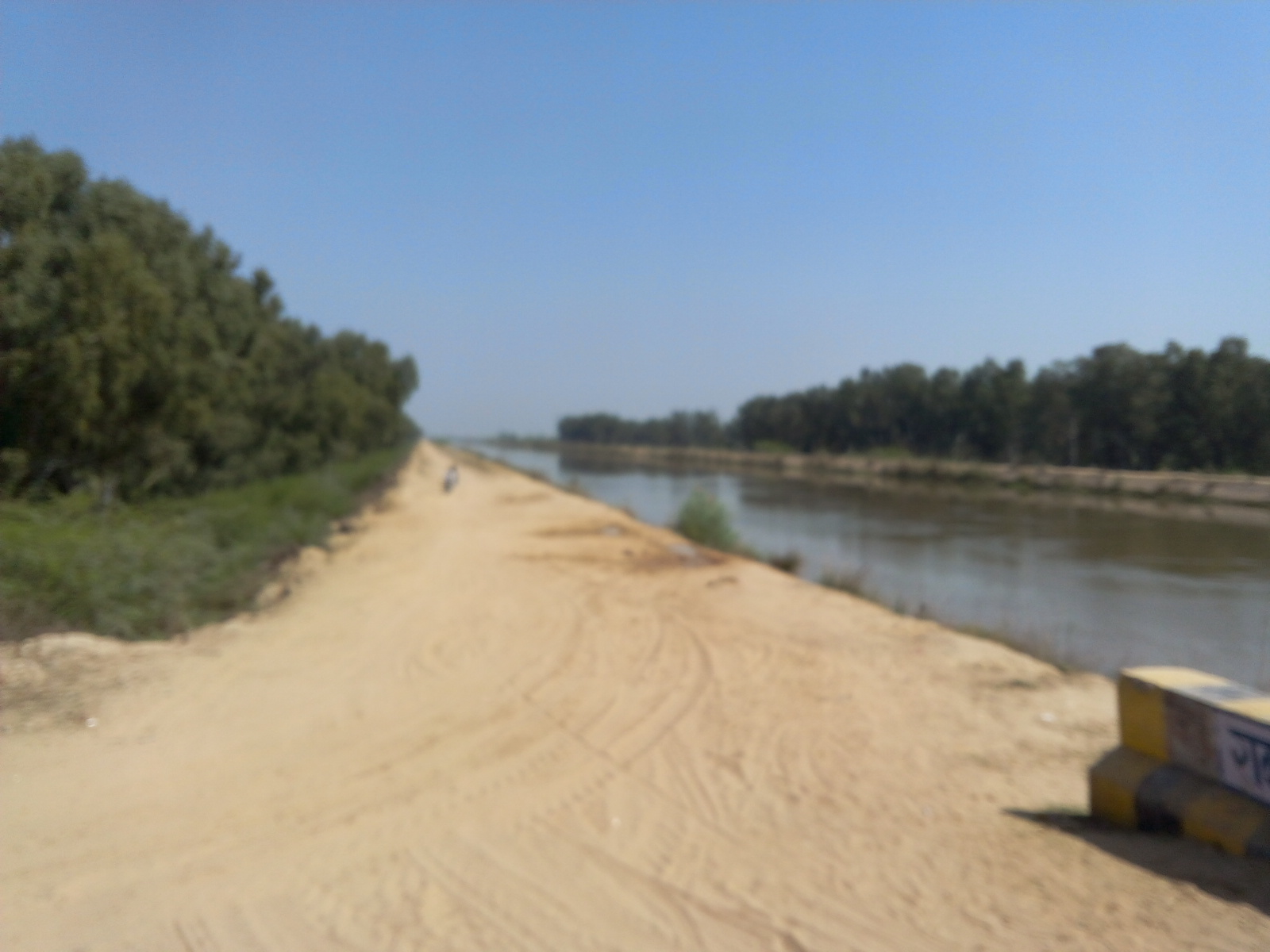
Canal Indira Gandhi près de Rawatsar, Inde.

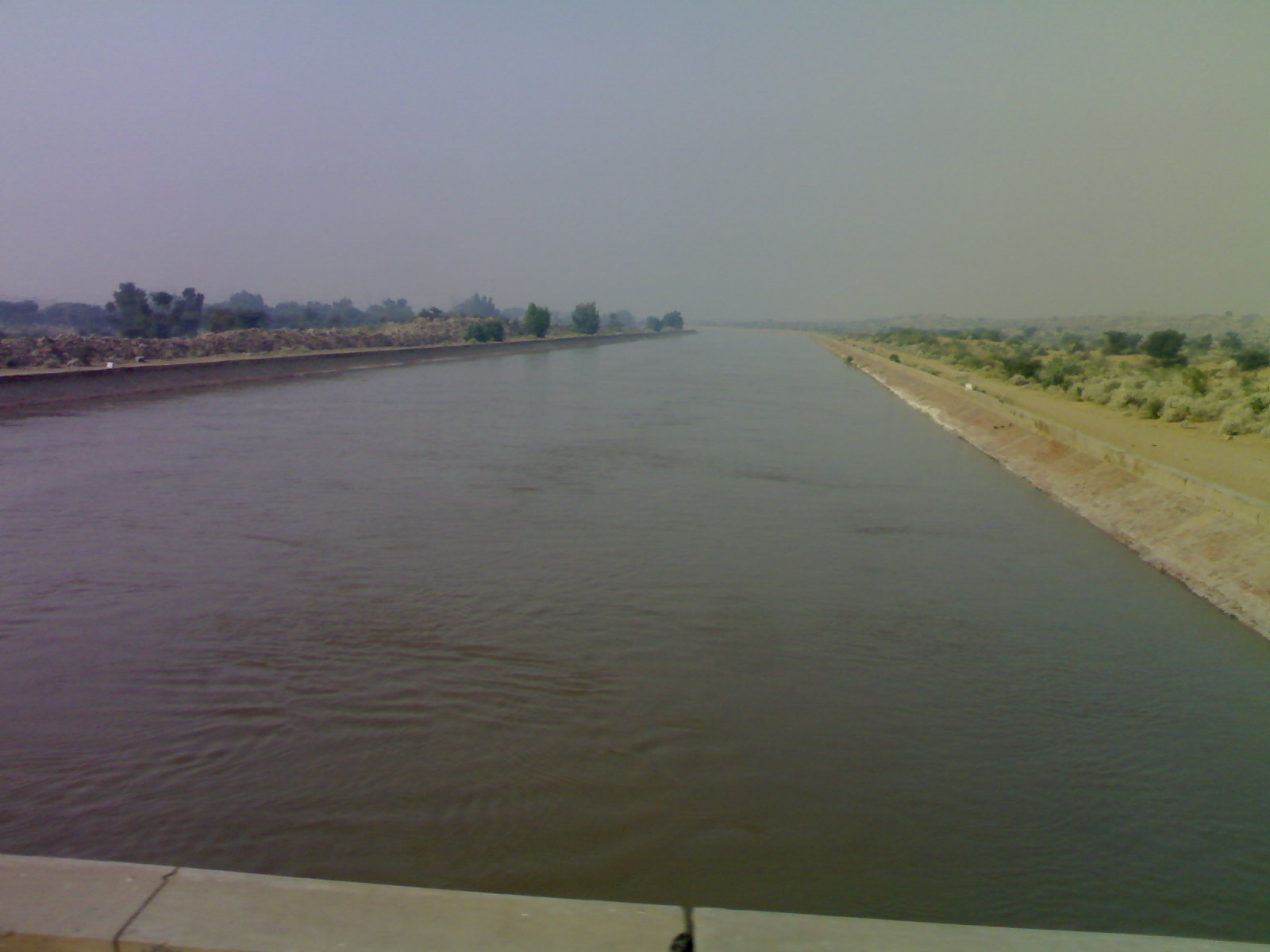
Canal du Rajasthan (Canal Indira Gandhi) traversant le désert du Thar près de Chhatargarh, district de Bikaner, Rajasthan.

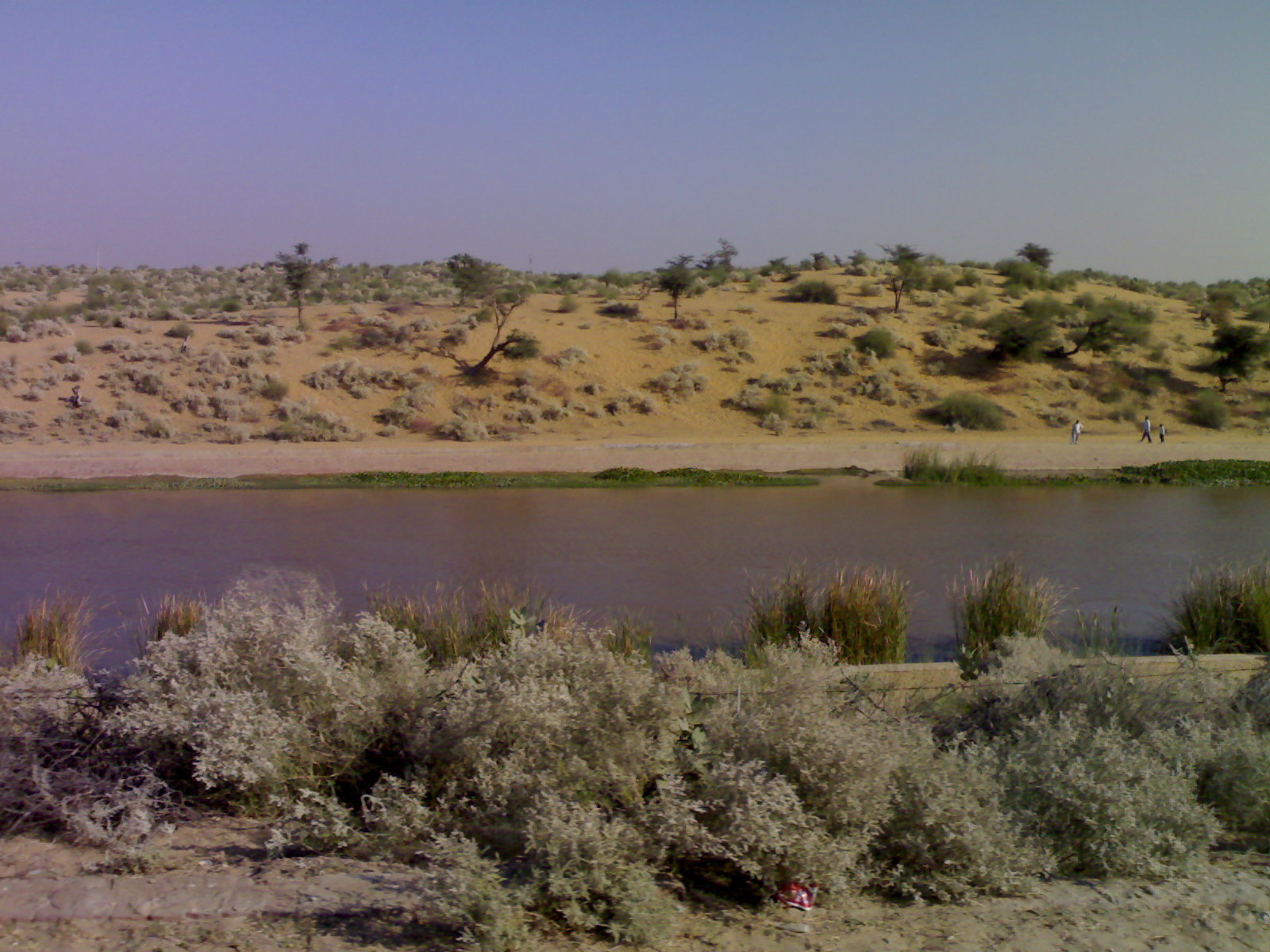
Canal du Rajasthan (canal Indira Gandhi) qui coule dans le désert du Thar près du village de Sattasar, district de Bikaner, Rajasthan.

Après la construction du canal Indira Gandhi, des installations d'irrigation étaient disponibles sur une superficie de 6 770 km2 dans le district de Jaisalmer et 37 km2 dans le district de Barmer. L'irrigation avait déjà été assurée dans une superficie de 3 670 km2 dans le district de Jaisalmer. La moutarde, le coton et le blé poussent désormais dans cette région semi-aride du nord-ouest, remplaçant le sol qui y était auparavant. Cependant, nombreux sont ceux qui contestent le succès de ce canal dans les régions arides et se demandent s'il a atteint ses objectifs.
Le canal alimente le lac Gadisar, un lac artificiel situé à Jaisalmer, au Rajasthan, en Inde.

## Sources
(mai 2025).
- Anon. 1998. Statistical Abstract Rajasthan. Directorate of Economic and Statistics, Rajasthan, Jaipur.
- Balak Ram, 1999. Report on Wastelands in Hanumangarh district, Rajasthan. CAZRI, Jodhpur.
- Karimkoshteh, M. H. 1995. Greening the Desert (Agro-Economic impact of IG canal). Renaissance Publication, New Delhi.
- Kavadia, P.S. 1991. Problem of waterlogging in Indira Gandhi Nahar Project and outline of Action Plan to tackle it.
- Singh, S. and Kar, A. 1997. Desertification Control - In the arid ecosystem of India for sustainable development. Agro-Botanical Publishers, Bikaner.
- Burdak, L. R. 1982. Recent advances in Desert Afforestation, Dehradun.